# Chuckie
Chuckie, de son vrai nom Clyde Sergio Narain, né le 25 juin 1978 à Paramaribo (Suriname), est un disc jockey et producteur de musique néerlandais d'origine surinamienne.
Connu grâce à son titre Let the Bass Kick in Miami Bitch en 2010 et I'm in Miami Bitch en collaboration avec le groupe américain LMFAO, le style de Chuckie est orienté vers la Dutch house aussi bien lors de ses mixages que dans ses productions. Un autre titre s'intitulant We Can't Hear Anybody Mov, également paru en 2010, reçoit une bonne critique à la Winter Music Conference de Miami.

## Biographie
Chuckie a grandi au Suriname et a été influencé par un grand nombre de genres musicaux du pays. Lorsque l'un de ses amis a commencé à travailler comme DJ, son intérêt pour le DJing s'est éveillé. À l'âge de treize ans, chez lui, il a commencé à s'entrainer en faisant des remixes. Peu à peu, il construit sa collection de disques de ses propres remixes. Dans un premier temps, il mixait lors des soirées entre amis ou lors des fêtes organisées par sa famille.
En 1993, il commence à travailler comme DJ dans un club de La Haye. Aujourd'hui, il se produit régulièrement aux Pays-Bas et à l'étranger. Chuckie a remixé pour d'autres artistes comme David Guetta, K-Liber, Le Partysquad, et Gio.
En 2008, il se produit à la cérémonie d'ouverture de la "Dance Sensation" à Amsterdam. Ensuite, il a déclaré qu'il s'agissait d'un rêve pour lui: la première fois qu'il est allé à l'évènement c'était en l'an 2000 et il faisait partie du public et il s'est dit qu'un jour il serait debout derrière la table de DJ.
Aujourd'hui Chuckie a plusieurs résidences régulières au Blacklist et bien sûr au Dirty Dutch, ce qui lui a permis de se faire remarquer afin de présenter sa propre « Dirty Dutch session » au festival néerlandais Mystery Land. En août 2006, il sort une compilation Dirty Dutch en collaboration avec EMI Music.
Chuckie est récompensé plusieurs fois pour son travail et reçoit son premier titre « meilleur DJ urbain » en 2004. Presque un an après, il décroche de nouveau ce titre et gagne le « Best Club DJ Award ». En 2006 il est nommé aux récompenses néerlandaises de TMF, avec Tiësto, Armin van Buuren et G Spotts, pour le titre « Best dance ».
En France, Chuckie est résident sur FG DJ Radio, son titre Let the Bass Kick a atteint la 22e place du Top 50 et la 2e du club 40.
Quand il n'est pas en studio, Chuckie se produit dans de grands festivals comme Luxurush, T-dansant, Indian summer festival, le festival White sensation. En 2015, il est sur la scène principale de Tomorrowland en Belgique. Cette même année, après avoir été absent en 2014, il entre de nouveau dans le classement des meilleurs DJ de l'année du magazine DJ Mag à la 77e place. Le magazine note que son style évolue, passant du Big room à un courant musical encore assez mal défini et nommé le « traphall ».

## Remarques
Le titre "Let the Bass Kick in Miami Bitch" est un bootleg réalisé par Dj Inphinity qui a assemblé les titres "Let the Bass Kick" de Chuckie et "I'm in Miami Trick" des LMFAO. Ce bootleg eut tellement de succès dans les clubs du monde entier que Chuckie a décidé de sortir le bootleg en single. Cette chanson est à ce jour le plus grand succès de Chuckie.
La rencontre entre Chuckie et David Guetta s'est faite lorsque David Guetta l'a vu jouer dans un club d'Amsterdam en 2009, il a été impressionné par le talent de Chuckie et lui a demandé de venir à sa prochaine soirée Fuck Me I'm Famous à Ibiza.

## Singles
2008
- Chuckie - "Let the Bass Kick"

2009
- Silvio Ecomo & Chuckie - "Moombah!"
- Chuckie - "Aftershock (Can't Fight the Feeling)"
- Chuckie & LMFAO - "Let the Bass Kick In Miami Bitch"

2011
- Chuckie feat. Gregor Salto - "What Happens In Vegas"
- Chuckie - "Who Is Ready to Jump"

2012
- Chuckie – "Together"
- Chuckie & Glowinthedark – "Electro Dude"
- Laidback Luke feat. Chuckie & Martin Solveig – "1234"
- Chuckie & Gregori Klosman – "The Numb3r5"
- Chuckie & Promise Land feat. Amanda Wilson – "Breaking Up"
- Chuckie & Junxterjack – "Make Some Noise"

2013
- Chuckie & Dzeko & Torres – "Down to This"
- Chuckie feat. Lupe Fiasco, Too $hort & Snow Tha Product – "Makin' Papers"
- Chuckie feat. Maiday – "Skydive"
- Glowinthedark feat. Chuckie – "NRG"

2014
- Chuckie – "Dirty Funkin Beats"
- Yves V feat. Chuckie – "Oldschool Sound"

2015
- Chuckie & Bobby Puma - "Mainstage"
- Chuckie - The Future (sa 1re musique de style future house)

### Remixes
2003
- Ixxel – Drop That Beat (DJ Chuckie Mix)

2005
- Gio – X–Girl (DJ Chuckie Remix)
- Brace – Hartendief (DJ Chuckie Remix)

2006
- Real El Canario – U Rock (Chuckie's Not In Amsterdam Remix)

2008
- Sidney Samson featuring Mc Stretch – Pump Up The Stereo (DJ Chuckie & Dave Moreaux Remix)
- Ron Carroll – Walking Down The Street (Gregor Salto, Chuckie & Dave Moreaux Remix)
- Unders & Drrie – 3 Days In Kazachstan (Chuckie Remix)
- The Partysquad – Stuk (Chuckie's Hustled Up Mix)
- Gregor Salto featuring Thais – Mexer (Dave Moreaux & DJ Chuckie Remix)
- Joachim Garraud – Are U Ready (Chuckie Remix)

2009
- David Guetta, Chris Willis, Steve Angello & Sebastian Ingrosso – Everytime We Touch (Chuckie Remix)
- David Guetta featuring Akon – Sexy Bitch (Chuckie & Lil Jon Remix)
- David Guetta featuring Estelle – One Love (Chuckie & Fatman Scoop Remix)
- Bob Sinclar featuring Shabba Ranks – Love You No More (Chuckie Remix)
- Groovewatchers – Sexy Girl (DJ Chuckie Remix)
- Hardwell & Rehab – Blue Magic (Chuckie & Silvio Ecomo Remix)
- Chris Kaeser – Who's In The House (DJ Chuckie Remix)
- Sunnery James & Ryan Marciano – Pondo (Chuckie & Silvio Ecomo Mix)

2010
- Bob Sinclar featuring Sean Paul – Tik Tok (Chuckie & R3hab Remix)
- 3OH!3 featuring Kesha – First Kiss (Chuckie Remix Extended)
- Black Eyed Peas – Rock That Body (Chuckie Remix)
- Kelly Rowland featuring David Guetta – Commander (Chuckie & Albert Neve Remix)
- Enrique Iglesias featuring Ludacris and DJ Frank E – Tonight (I'm Lovin' You) (Chuckie Remix)
- Enrique Iglesias featuring Pitbull – I Like It (Chuckie Remix)
- Robbie Rivera featuring Fast Eddie – Let Me Sip My Drink (Chuckie Remix)
- Sidney Samson featuring Lady Bee – Shut Up & Let It Go (Chuckie Remix)
- Luis López Vs. Jesse Lee – Is This Love (Chuckie Remix)
- Erick Morillo & Eddie Thoneick featuring Shawnee Taylor – Live Your Life (Chuckie Remix)
- Toni Braxton – So Yesterday (Chuckie Remix)
- Sergio Mauri featuring Janet Gray – Everybody Dance (Chuckie Remix)
- Nari & Milani and Cristian Marchi featuring Luciana – I Got My Eye On You (Chuckie Remix)
- Pendulum – Witchcraft (Chuckie Remix)
- Mohombi – Bumpy Ride (Chuckie Remix)
- Moby – Jltf (Chuckie Remix)
- Lil Jon featuring Claude Kelly – Oh What A Night (Chuckie Remix)
- Felix Da Housecat – Silver Screen Shower Scene (Chuckie & Silvio Ecomo Acid Mix)
- Picco – Venga (Chuckie's Back to Voltage Remix)
- Diddy - Dirty Money – Hello, Good Morning (Chuckie's Bad Boy Went Dirty Dutch Remix)
- Lock 'N Load – Blow Ya Mind 2011 (Chuckie Meets Obek & Neve Mix)
- Nervo featuring Ollie James – Irresistible (Chuckie & Gregori Klosman Remix)

2011
- Michael Jackson – Hollywood Tonight (Dj Chuckie Remix)
- Ely Supastar & Henry L featuring Dawn Tallman – Money For Love (Chuckie Remix)
- DJ Smash – From Russia With Love (Chuckie & Gregori Klosman Remix)
- Carolina Márquez – Wicked Wow (DJ Chuckie Extended Mix)
- Nause – Made Of (Chuckie Remix) (Chuckie Remix)
- Mastiksoul & Dada featuring Akon & Paul G - Bang It All (Chuckie Remix)
- Diddy - Dirty Money - I Hate That You Love Me (Chuckie Marquee Remix)
- Jean-Roch featuring Flo Rida & Kat Deluna – I'm Alright (Chuckie Remix)
- Erick Morillo & Eddie Thoneick featuring Shawnee Taylor – Stronger (Chuckie & Gregori Klosman Remix)
- Eva – Ashes (Chuckie Remix)
- Wynter Gordon – Buy My Love (Chuckie Remix)
- The Saturdays – Notorious (Chuckie Extended Mix)
- DJ Obek featuring Ambush – Craissy (Chuckie & Albert Neve 4Ibiza Remix)
- Laurent Wery featuring Swift K.I.D & Dev – Hey Hey Hey (Pop Another Bottle) (Chuckie Club Mix)
- Rihanna featuring Calvin Harris – We Found Love (Chuckie Extended Mix)
- Kelly Rowland – Down For Whatever (Chuckie Remix)
- Neon Hitch – Bad Dog (Chuckie Remix)
- Wildboys – Dominoes (Chuckie Extended Mix)

2012
- Neon Hitch - F U Betta (Chuckie Club Remix)
- Sarvi - Amore (Chuckie Remix)
- Donaeo - Party Hard (Genairo Nvilla & Chuckie Amazone Project Remix)
- Skepta - Punch His Face (Genairo Nvilla & Chuckie King Of Drums Rework)
- Aba & Simonsen - Soul Bossa Nova (Chuckie & Mastiksoul Remix)
- KeeMo featuring Cosmo Klein - Beautiful Lie (Chuckie, Ortzy & Nico Hamuy Remix)
- Dada Life - Rolling Stones T-Shirt (Chuckie Remix)
- Milk & Sugar featuring Neri Per Caso - (Chuckie Remix)
- Wallpaper - Fucking Best Song Ever (Chuckie & Glowinthedark Remix)
- Baauer - Harlem Shake (Chuckie Remix)
- Sub Focus feat. Alpines - Tidal Wave (Chuckie Remix)

2013
- Pitbull featuring TJR - Don't Stop the Party (Chuckie's Funky Vodka Mix)

### Compilations
- Dirty Dutch 2008 Mixed By Chuckie (2CD)
- Dirty Dutch Digital, Vol. 1
- Dirty Dutch Digital, Vol. 2
- Dirty Dutch Fallout (Mixed by Chuckie)
- Dirty Dutch Digital, Vol. 3
- Dirty Dutch Blackout (Mixed by Chuckie)
- Dirty Dutch Exodus (Mixed By Chuckie)